# 第二代羅徹斯特伯爵約翰·威爾默特

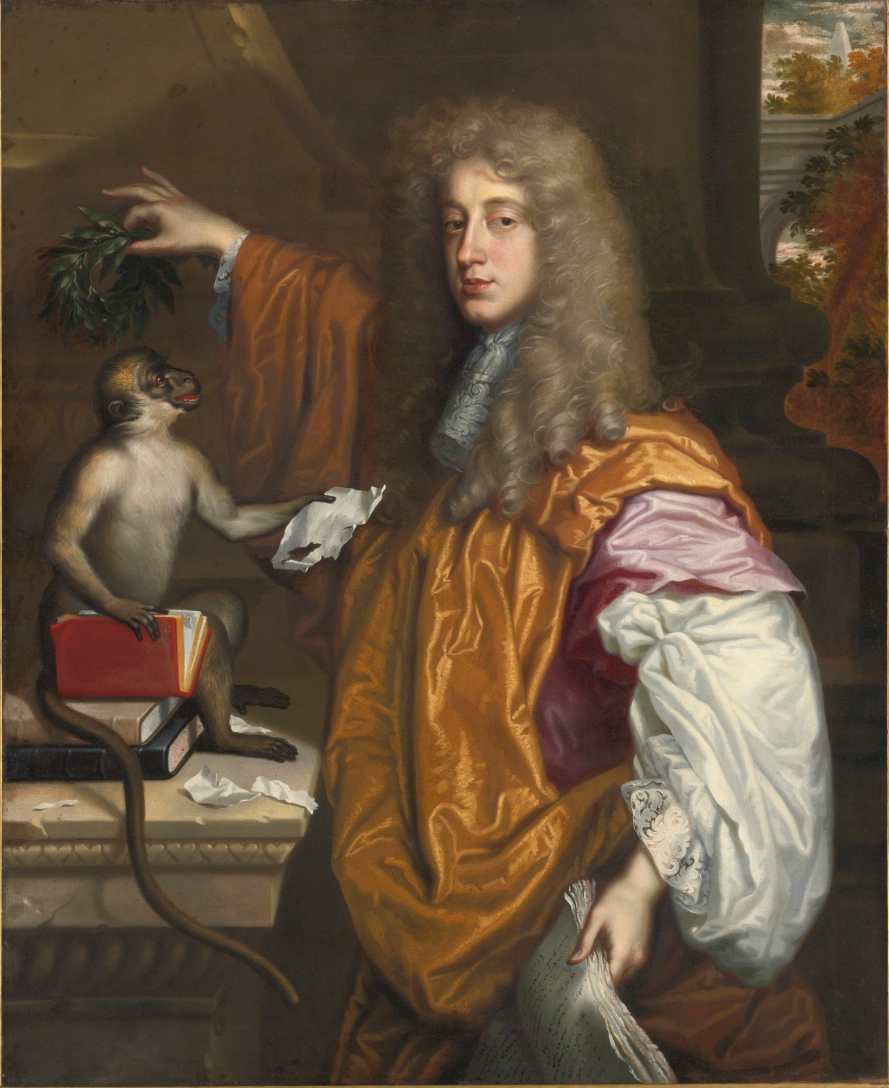
约翰·威尔默特，第二代罗彻斯特伯爵

约翰·威尔默特，第二代罗彻斯特伯爵（英語：John Wilmot, 2nd Earl of Rochester，1647年—1680年），英格兰的传奇性人物，放荡主义诗人，英王查理二世宠臣。他所创作的诗歌以讽刺与下流而著名。英格兰复辟的支持者。他有许多情妇，包括当时特立独行的女演员伊莉萨白·巴里（Elizabeth Barry）。约翰是一名双性恋者，嗜酒，最终于33岁去世，传说死于梅毒。

## 流行文化
- 2004年的电影《浪荡子》（The Libertine）即是以约翰·威尔默特为主人公创作的，主人公由约翰尼·德普扮演。